# 松本康治
松本 康治（まつもと こうじ、 1962年（昭和37年） - ）は、医療系の出版社であるさいろ社の代表者。大阪府出身。

## 経歴
1986年（昭和61年）、さいろ社を設立。神戸市在住。
旅と銭湯を愛し、夕方近くにはほぼ毎日、その地域で昔から続く銭湯に日参する。「近場であれ旅先であれ、知らない人たちのコミュニティーへよそ者として、しかも裸でお邪魔することは、けっこうな非日常体験であり、ひとつの旅だ」と発言している。
ジェノバラインで本州から淡路島岩屋への13分間のクルージングと、岩屋の「風も匂いも変わる鄙びた島の風情」を「タイムスリップの魔法」と表現して愛し、岩屋商店街に戦前から残る銭湯「扇湯」までの小さな旅にはまり、扇湯の存続に尽力する。

## 著書
- 『ぼくが父であるために』（春秋社）
- 『看護婦（ナース）の世界』（宝島社）
- 『関西のレトロ銭湯』（戎光祥出版） - 監修：町田忍
- 『レトロ銭湯にようこそ 西日本版』（戎光祥出版）ISBN 9784864032445
- 『レトロ銭湯へようこそ 関西版』（戎光祥出版）ISBN 978-4864031820
- 『旅先銭湯①～⑤』（さいろ社）

## 外部サイト
- 関西の名銭湯